# ГЕС Нахараїм
ГЕС Нахараїм — історична гідроелектростанція у Палестині, комплекс споруди якої знаходився по обидві сторони сучасного йордано-ізраїльського кордону.
У середині 1920-х років в Палестині працювало лише кілька дрібних дизельних станцій. Враховуючи зростаючий попит на електроенергію, вирішили звернутись до використання гідроресурсів, хоча бідний на опади клімат не сприяв цьому виду енергетики. Найбільш привабливим для створення ГЕС видався район злиття Йордану з його найбільшим притоком Ярмуком (від цього й походить назва станції, котра в перекладі означає «дві річки»).
Комплекс гідроелектростанції у підсумку включив три греблі:

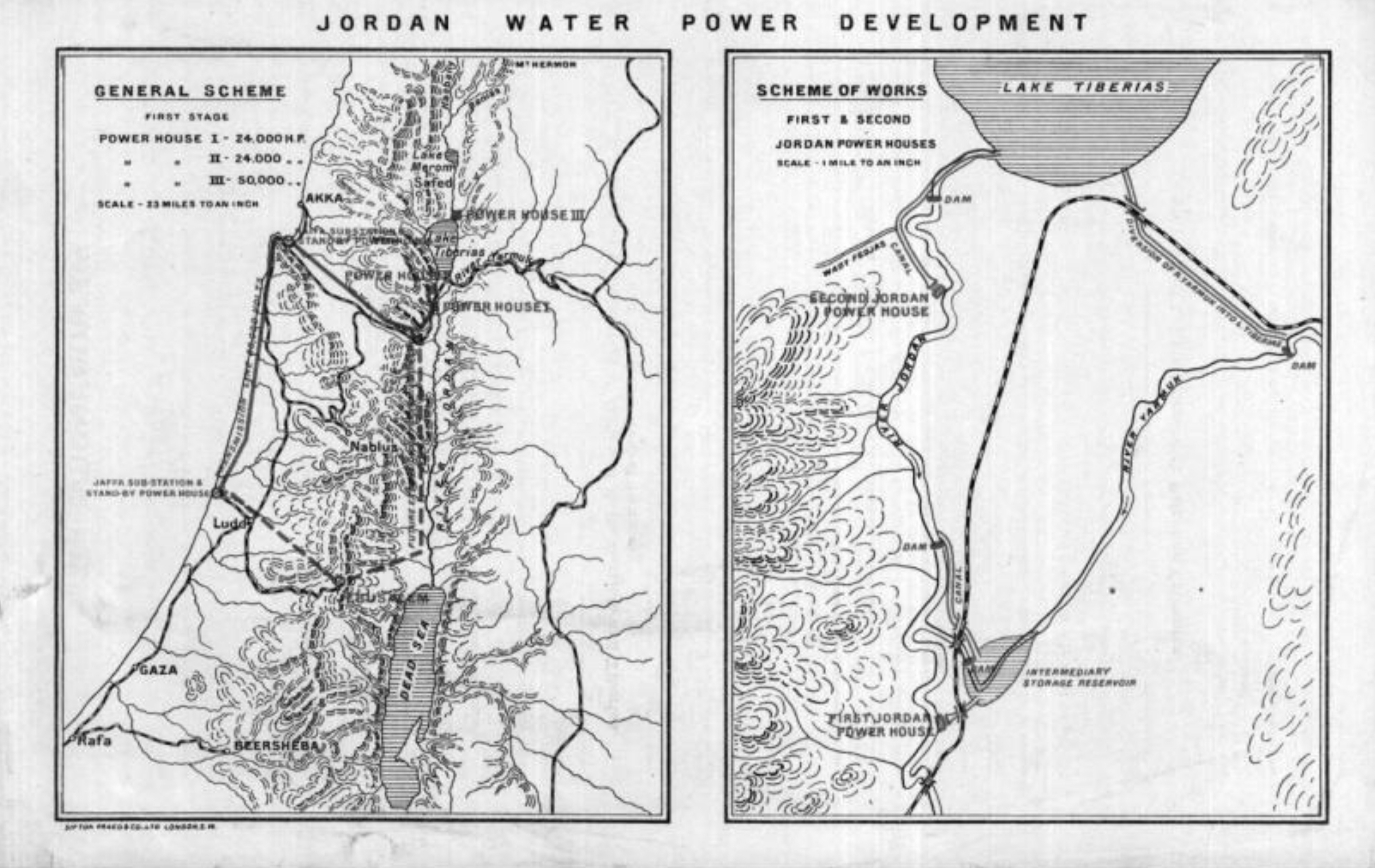
Схема ГЕС Нахараїм (зправа)

- Деганія, котра перекрила витік Йордану із Галілейського озера та перетворила цю велику природну водойму на сховище з об'ємом 600 млн м3. Завдяки цьому протягом відносно вологого зимового періоду повинен був запасатись ресурс для підтримки в інші пори року необхідної для ГЕС водності Йордану;
-   Далхамія, яка мала висоту 8 метрів та перекривала долину Йордана за 9 км нижче по течії від озера, біля поселення Ашдот-Яаков. Ця гребля утримувала витягнуту по долині річки на 3 км вузьку звивисту водойму, яка через зазначені характеристики мала незначний об'єм;
- Нахараїм, котра перекрила Ярмук за кілька сотень метрів від його впадіння до Йордану. Ця споруда висотою 14 метрів утримувала водойму з площею 120 гектарів.
Розташування і параметри двох останніх споруд розрахували таким чином, що було можливо спрямувати ресурс від греблі Далхамія до ярмуцького сховища. Із останнього починався прокладений по лівобережжю Йордана  бетонований канал довжиною 400 метрів, котрий переходив у залізні напірні водоводи до машинного залу. Відпрацьована вода відводилась до каналу, який через 1,2 км впадав до Йордану.
Основне обладнання станції становили три турбіни загальною потужністю 18,6 МВт, котрі використовували напір у 27 метрів. За рік вони виробляли від 50 до 64 млн кВт-год (хоча проектні очікування були значно вищі — 150 млн кВт-год). Варто відзначити, що первісним проектом передбачалось встановлення 4 турбін, відповідно до чого було виконано оголовок підвідного каналу та машинний зал.
Основні будівельні роботи за проектом завершили на початку 1932-го, але сильні лютневі дощі викликали повінь, котра пошкодила канали та трансформатори станції. Як наслідок, ГЕС Нахараїм стала до роботи з двома гідроагрегатами лише у червні 1933-го (третій агрегат завершили ще через рік). Запуск станції урочисто здійснив підпорядкований англійцям правитель Трансйорданії емір Абдулла. На момент введення в експлуатацію ГЕС Нахараїм була найпотужнішим енергетичним об'єктом у всій Палестині (втім, вже у 1935-му запустили ТЕС Хайфа із показником у 30 МВт).
13 травня 1948-го, за добу до проголошення незалежності держави Ізраїль, йорданські війська захопили ГЕС Нахараїм та зупинили її роботу, 43 працівника потрапили у полон (в подальшому всі вони були репатрійовані). Щоб попередити форсування ворогом Йордану ізраїльтянами були повністю відкриті водопропускні споруди греблі Деганія, що викликало сильну течію та завадило переправі. Станція опинилась на межі Ізраїлю та Йорданії і більше ніколи не функціонувала.